# Passiflora smilacifolia
Passiflora smilacifolia J.M. MacDougal – gatunek rośliny z rodziny męczennicowatych (Passifloraceae Juss. ex Kunth in Humb.). Występuje endemicznie we wschodnim Ekwadorze.

## Rozmieszczenie geograficzne
Rośnie endemicznie we wschodnim Ekwadorze w prowincjach Napo, Orellana, Pastaza oraz Sucumbíos.

## Biologia i ekologia
Występuje w lesie amazońskim oraz niższym lesie andyjskim na wysokości 450–1400 m n.p.m. Gatunek jest znany z kilku subpopulacji.

## Ochrona
W Czerwonej księdze gatunków zagrożonych został zaliczony do kategorii LC – gatunków najmniejszej troski. Niszczenie siedlisk jest jedynym zagrożeniem. W zachodniej części jego zasięgu występowania jest chroniony w Rezerwacie ekologicznym Cayambe Coca oraz Parku Narodowym Sumaco Napo Galeras, natomiast we wschodniej części w Cuyabeno Wildlife Reserve oraz Parku Narodowym Yasuní.